# Squali (album)
Squali è il primo album autoprodotto dei Reggae National Tickets del 1996, in collaborazione con madaski, tastierista degli Africa Unite.
Il brano Raggamagut era la seconda traccia del demo Metropoli selvaggia, inciso su cassetta nel 1994.

## Tracce
1. Bergamuffin
2. Segui la tua Strada
3. Squali
4. Anima Caribe
5. Jungla
6. Raggamagut
7. Il mercato di rem
8. Oceani Lontani
9. Walking in Dub

## Formazione
- Stena (voce)
- SanderNotz (basso)
- Fabietto (chitarra)
- Federico Pagnoncelli (batteria)
- Carl Cremaschi (sax)
- Moska (tastiere)